# Csatka
Csatka is een plaats (község) en gemeente in het Hongaarse comitaat Komárom-Esztergom. Csatka telt 220 inwoners (2015).

## Geschiedenis
De naam Csatka werd voor het eerst vermeld in schriftelijke vorm in 1326 in een koninklijk diploma.

## Luchtfoto's van Csatka-Szentkút

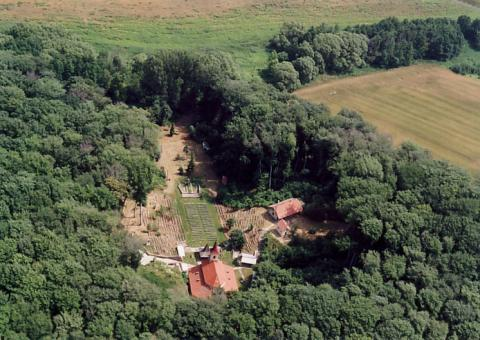
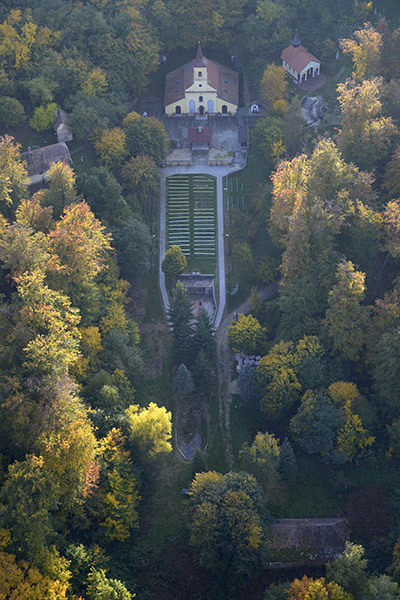
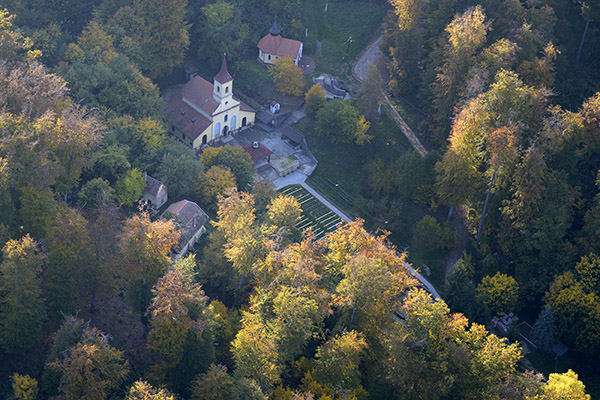
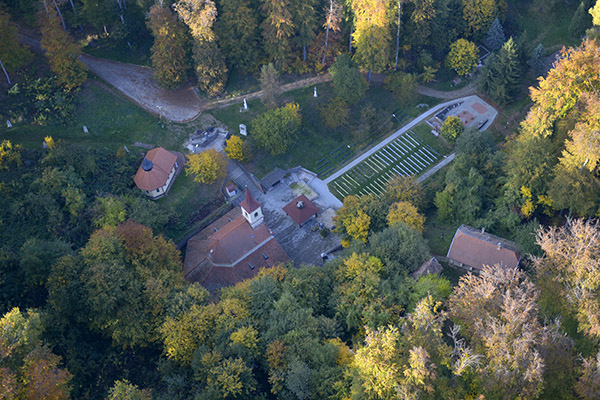
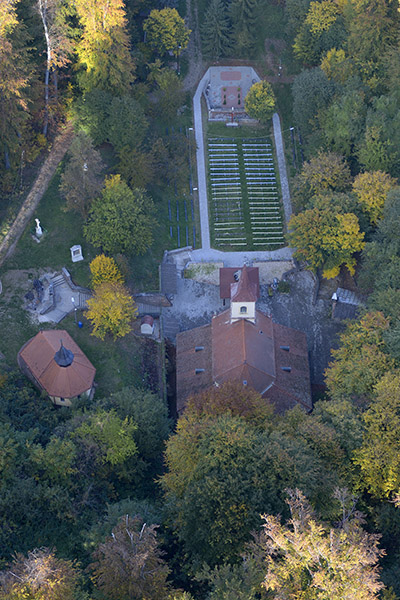
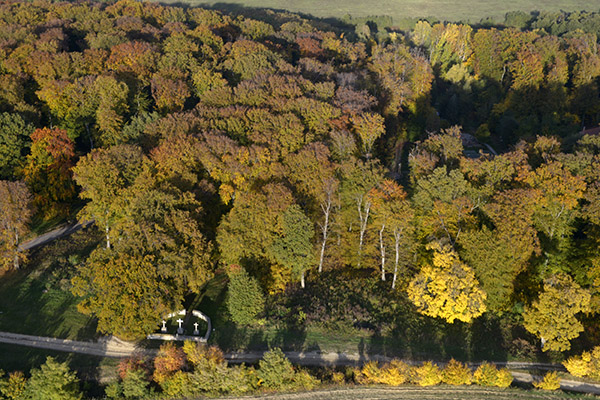